# Ellingham (Norfolk)
Pour les articles homonymes, voir Ellingham.
Ellingham est une paroisse civile et un village du Norfolk, en Angleterre.